# Naum Isaakovič Ėjtingon
Naum Isaakovič Ėjtingon (in russo: Наум Исаакович Эйтингон, e nella traslitterazione anglosassone: Nahum Isaakovich Eitingon, conosciuto anche come Leonid Aleksandrovič Ėjtingon; Šklov, 6 dicembre 1899 – Mosca, 3 maggio 1981) è stato un agente segreto e militare sovietico.
Fu uno dei principali agenti del servizio segreto sovietico, talvolta indicato come uno dei maggiori organizzatori del "terrorismo di Stato" messo in atto da Stalin negli anni trenta e quaranta. Durante la guerra civile spagnola collaborò con Aleksandr Orlov, responsabile dell'omicidio di Andrés Nin. Insieme a Pavel Sudoplatov pianificò l'assassinio di Lev Trockij nel 1940.

## Carriera
Naum Ejtingon, ebreo bielorusso, dopo aver completato studi in ambito economico, nel 1917 cominciò a lavorare in una fabbrica di cemento a Mahilëŭ, dove entrò a far parte della commissione sindacale. Si iscrisse al Partito Comunista nel 1919 e l'anno seguente entrò a far parte della Čeka, poco tempo dopo il suo ventunesimo compleanno. Insieme ad altri čekisti, prese parte a numerose operazioni durante la guerra civile russa, inclusa la "liquidazione" di proprietari terrieri e benestanti vari nella città bielorussa di Homel'. Nel 1921 rimase gravemente ferito nel corso di un'operazione contro dei guerriglieri bielorussi. Dal 1923 al 1925 visse a Mosca e prestò servizio nel Dipartimento Orientale della OGPU che, nel 1926 lo destinò a Shangai. Alla fine degli anni venti, Ejtingon, in grado di parlare numerose lingue, organizzò e guidò un'operazione messa in atto per fabbricare documenti falsi al fine di persuadere i giapponesi che 20 agenti russi passati dalla loro parte, in realtà stavano facendo il doppio gioco ed avevano chiesto in segreto di ridiventare cittadini sovietici. Ciò causò una rappresaglia da parte dei giapponesi che giustiziarono tutte queste spie anti-sovietiche.
Fu molto attivo in Spagna alla fine degli anni trenta, durante la guerra civile spagnola e in Bielorussia durante la seconda guerra mondiale. In qualità di alto ufficiale dell'NKVD, Ejtingon si rese responsabile di numerosi rapimenti ed omicidi a scopo politico anche in tempo di pace. Nel giugno 1938 fu nominato responsabile della sezione spagnola della NKVD. Nel 1939, dopo la caduta del governo repubblicano, Ejtingon si trasferì a Parigi.
Negli anni trenta creò una rete di spionaggio negli Stati Uniti tra gli ebrei che avevano lasciato la Russia poco prima della rivoluzione di ottobre. Questa penetrazione dei servizi segreti sovietici negli Stati Uniti aiutò i sovietici ad ottenere, successivamente, importanti informazioni all'interno della comunità scientifica statunitense. Durante i primi anni quaranta, Ejtingon aveva sotto di sé più di 40 agenti infiltrati tra gli scienziati e il personale che lavoravano al Progetto Manhattan.

### Assassinio di Trockij
Lev Trockij, rivoluzionario sovietico espulso dall'Unione Sovietica per ordine di Stalin, dopo lungo peregrinare aveva trovato asilo in Messico. Stalin assegnò l'organizzazione dell'eliminazione di Trockij a Lavrentij Berija che a sua volta incaricò Ejtingon e Pavel Sudoplatov. Ejtingon, mentre si trovava in Spagna durante la guerra civile, reclutò i servizi di un giovane comunista spagnolo, Ramón Mercader, come esecutore materiale del delitto. Egli si intrufolò nella cerchia dei sostenitori di Trockij con un falso passaporto intestato al nome di Jacques Mornard e con la falsa occupazione di uomo d'affari. Attraverso una segretaria statunitense di Trockij, Sylvia Ageloff, che aveva appositamente corteggiato a Parigi e che aveva poi seguito negli USA e in Messico, riuscì infine a venire a contatto con lo stesso Trockij. In seguito anche Ejtingon lo seguì in Messico. Un primo tentativo di assassinare Trockij ebbe luogo il 24 maggio 1940, ma egli sopravvisse fortunosamente a un raid nella sua casa da parte di sicari capitanati dal pittore David Alfaro Siqueiros, fervente stalinista.
Il 20 agosto 1940, Mercader ferì a morte Trockij, sfondandogli il cranio con una piccozza da ghiaccio dal manico tagliato, nella sua residenza a Coyoacán. Mercader fu ferito dalle guardie del corpo di Trockij e quindi arrestato dalle autorità messicane, alle quali non rivelò mai la sua vera identità: tuttavia, venne condannato per omicidio a 20 anni di carcere.
Negli istanti successivi all'attentato, Ejtingon, che attendeva in auto insieme a Caridad Mercader, madre di Ramon e anch'essa un agente dell'NKVD, non vedendo fuggire Mercader, se ne andò in fretta e lasciò il Paese.
Per il buon fine dell'operazione, Stalin ricompensò Ejtingon e Caridad Mercader con l'Ordine di Lenin; mentre Ramón Mercader venne nominato Eroe dell'Unione Sovietica.

### Complotto dei medici
Nell'ottobre 1951, il Tenente colonnello Ejtingon, insieme ad altri importanti personaggi di governo (tutti di origine ebraica), furono accusati di "complotto sionista controrivoluzionario" (il cosiddetto "Complotto dei medici"). La sorella di Ejtingon, Sofia, fu arrestata anche lei. In quanto medico, la donna fu considerata il "collegamento" tra i vari dottori facenti parte del complotto, che volevano avvelenare la dirigenza sovietica per prendere il potere, rovesciare il regime, e restaurare il capitalismo. Furono tutti imprigionati in celle buie e fredde, e torturati. Molti di loro confessarono ma non Ejtingon che negò ogni addebito. Sofia fu condannata a 10 anni di carcere.
Dopo la morte di Stalin nel marzo 1953, il capo della NKVD Lavrentij Berija diede ordine di chiudere il caso del "complotto sionista" e tutti gli accusati furono rilasciati, inclusa Sofia.
Nel giugno 1953 Berija venne arrestato e giustiziato poco tempo dopo come traditore. Ejtingon, considerato un suo sostenitore, fu nuovamente incarcerato e rimase nella prigione di Butyrka di Mosca per quattro anni, senza mai essere messo a processo. Nel novembre 1957, venne infine processato con l'accusa di cospirazione nei confronti del regime. La corte lo condannò a 12 anni di carcere, e lo spogliò di grado e decorazioni. Uscì di prigione nel 1964, e si mise a lavorare come interprete.

## Morte
Naum Ejtingon morì in una clinica di Mosca nel 1981. Nel 1992 la Corte Suprema di Giustizia Russa annullò la condanna e riabilitò il suo nome. Nonostante egli avesse caldeggiato la propria riabilitazione ufficiale per anni, ciò avvenne solo in maniera postuma dopo la sua morte. È sepolto nel cimitero Donskoj a Mosca.

## Nella cultura di massa
• Il prescelto (El elegido), regia di Antonio Chavarrías (2016)